# Кріс Гоейкас
Кріс Гоейкас (нід. Chris Hooijkaas, 6 січня 1861 — 15 жовтня 1926) — нідерландський яхтсмен.
Срібний призер Олімпійських Ігор 1900 року в 1-му запливі в класі 3—10 тонн.